# Těžká váha (film)
Těžká váha (v anglickém originále Cinderella Man) je americké životopisné sportovní filmové drama natočené v roce 2006 režisérem Ronem Howardem. Film vypráví pravdivý příběh bývalého profesionálního boxera Jamese J. Braddocka, který se v době velké hospodářské krize opět začne věnovat tomuto sportu, aby dokázal uživit svoji rodinu. Hlavní role ztvárnili herci Russell Crowe, Renée Zellweger a Paul Giamatti.
Těžká váha se dočkala vřelého přijetí od filmových kritiků a získala celkem tři nominace na Oscara. Komerčně film ale příliš neuspěl a neutržil o mnoho více, než činil jeho rozpočet.

## Děj
Příběh se odehrává v americkém New Yorku během velké hospodářské krize, kdy chudoba a nezaměstnanost sužuje většinu amerického národu. James J. Braddock (Russell Crowe), bývalý boxer, který má za sebou těžký úraz ruky, již zdánlivě není schopen boxovat na profesionální úrovni. Jeho manželka Mae (Renée Zellweger) si navíc nepřeje, aby se k této profesi vrátil.. A tak je Braddock donucen vykonávat manuální práci v newyorském přístavu. Nedostatek financí vede k jeho neschopnosti zajistit svou rodinu, a tak je okolnostmi donucen vrátit se do ringu. Když mu jeho trenér a manažer Joe Gould (Paul Giamatti) poskytne příležitost, která by mohla vést k úspěchu, Braddock neváhá a nabídku přijímá.
Navzdory nejistotám a neshodám se svou manželkou se Braddock opět sportu začíná plně věnovat a i díky své silné vůli vyhrává jeden zápas za druhým. Postupně se stává symbolem a nadějí všech strádajících Američanů, kteří na jeho příkladu vidí, že úspěšným se může stát takřka kdokoliv. Mezi novináři získává přezdívku "Cinderella Man". Jamese ještě nicméně čeká poslední utkání, kde se má střetnout se světovým šampiónem těžké váhy Maxem Baerem (Craig Bierko), jenž už v ringu usmrtil dva lidi.

## Obsazení
| Russell Crowe    | James J. Braddock         |
| Renée Zellweger  | Mae Braddock              |
| Paul Giamatti    | Joe Gould                 |
| Bruce McGill     | James Johnston            |
| Craig Bierko     | Max Baer                  |
| Paddy Considine  | Mike Wilson               |
| Rosemarie DeWitt | Sara Wilson               |
| Connor Price     | Jay Braddock              |
| Ariel Waller     | Rosemarie "Rosy" Braddock |

## Natáčení a přijetí
Těžká váha se natáčela v Torontu a také v nedalekém Hamiltonu. Některé lokality byly upraveny tak, aby připomínaly ulice New Yorku ve 30. letech 20. století.
Zajímavostí je, že některá kina v USA si byla úspěchem filmu jistá do té míry, že nabízela divákům nespokojeným s průběhem snímku plnou náhradu ceny lístku. Tato kampaň nakonec tržby snímku naopak ještě zvýšila.
Film získal vřelé reakce zejména od filmových odborníků. Ti se shodli na tom, že zručná režie Rona Howarda a herecké výkony Russella Crowa a Paula Giamattiho jsou nejsilnějšími stránkami snímku. I od diváků se snímek dočkal kladných recenzí. V kinech ovšem vydělal pouze necelých 110 milionů dolarů, a stal se tak finančním propadákem.
Snímek získal 3 nominace na prestižního Oscara a dvě nominace na Zlatého glóba.